# Liste der Gymnasien in Nürnberg

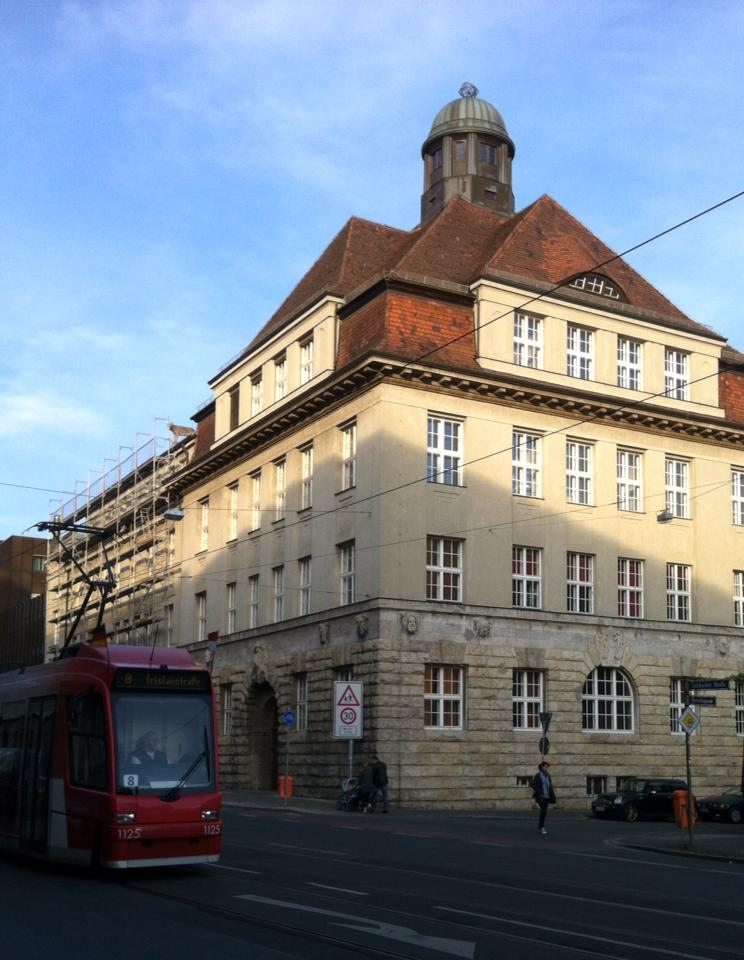
Das 1526 als Aegidianum gegründete Melanchthon-Gymnasium gilt als das älteste Gymnasium im deutschsprachigen Raum.

Die Liste der Gymnasien in Nürnberg führt alle bestehenden öffentlichen und privaten Gymnasien in der Stadt Nürnberg auf.

## Legende
- Name/Koordinaten: Name des Gymnasiums sowie Lagekoordinaten. Mit einem Klick auf die Koordinaten lässt sich die Lage der Schule auf verschiedenen Karten anzeigen.
- Namensherkunft: Herkunft des Namens der Schule
- Jahr: Gründungsjahr
- Richtung: Die jeweiligen Fachrichtungen des Gymnasiums:
  - HG: Humanistisches Gymnasium
  - MuG: Musisches Gymnasium
  - NTG: Naturwissenschaftlich-technologisches Gymnasium
  - SG: Sprachliches Gymnasium
  - SG.HG: Sprachliches Gymnasium mit humanistischem Profil
  - WSG-S: Wirtschafts- und Sozialwissenschaftliches Gymnasium mit sozialwissenschaftlichem Profil
  - WSG-W: Wirtschafts- und Sozialwissenschaftliches Gymnasium mit wirtschaftswissenschaftlichem Profil
- Träger: Träger der Schule: Freistaat Bayern (Kultusministerium), Stadt Nürnberg (Schulverwaltung), Kirchlich (Erzdiözese Bamberg oder Evangelisch-Lutherisches Dekanat Nürnberg) oder Privat
- M: Reine Mädchenschulen sind in dieser Spalte durch ein M gekennzeichnet
- Schüler: Anzahl der Schüler im Schuljahr 2018/19[3]
- Lehrer: Anzahl der Lehrer im Schuljahr 2018/19[4]
- Stadtteil: Stadtteil, in dem die Schule liegt (siehe auch Liste der Stadtteile Nürnbergs)
- B: Stadtbezirk, in dem die Schule liegt (siehe auch Liste der Stadtbezirke Nürnbergs)
- Bild: Zeigt das Gebäude der Schule
- Website: Verlinkt die jeweilige Website der Schule

## Liste
| Name Koordinaten                                                                             | Namensherkunft                    | Jahr | Richtung       | Träger       | M | Schüler | Lehrer | Stadtteil                | Bezirk | Bild           | Website |
| -------------------------------------------------------------------------------------------- | --------------------------------- | ---- | -------------- | ------------ | - | ------- | ------ | ------------------------ | ------ | -------------- | ------- |
| Bertolt-Brecht-Schule 49° 24′ 52″ N, 11° 7′ 32″ O                                            | Bertolt Brecht                    | 1975 | NTG SG         | Stadt        |   | 677     | 70     | Langwasser Nordost       | 3      | weitere Bilder |         |
| Dürer-Gymnasium 49° 27′ 18,5″ N, 11° 3′ 4,6″ O                                               | Albrecht Dürer                    | 1833 | NTG SG         | Staat        |   | 974     | 79     | Gostenhof                | 2      | weitere Bilder |         |
| Fränkische Akademie e. V. – Privates Abendgymnasium Nürnberg 49° 24′ 32,3″ N, 11° 7′ 47,9″ O |                                   | 1984 |                | Privat       |   |         |        | Langwasser Nordost       | 3      |                |         |
| Hans-Sachs-Gymnasium 49° 27′ 46″ N, 11° 5′ 8″ O                                              | Hans Sachs                        | 1903 | NTG SG         | Staat        |   | 973     | 84     | Maxfeld                  | 2      | weitere Bilder |         |
| Hermann-Kesten-Kolleg 49° 27′ 34,7″ N, 11° 2′ 0,4″ O                                         | Hermann Kesten                    | 1961 | SG             | Stadt        |   | 204     | 25     | Eberhardshof             | 6      | weitere Bilder |         |
| Jenaplan-Gymnasium 49° 28′ 14,4″ N, 11° 1′ 5,8″ O                                            | Jenaplan                          | 2003 | WSG-S          | Privat       |   | 136     | 19     | Schniegling              | 7      | weitere Bilder |         |
| Johannes-Scharrer-Gymnasium 49° 27′ 27″ N, 11° 4′ 52″ O                                      | Johannes Scharrer                 | 1834 | SG WSG-S WSG-W | Stadt        |   | 1167    | 89     | Sebald                   | 0      | weitere Bilder |         |
| Labenwolf-Gymnasium 49° 27′ 36,8″ N, 11° 5′ 5,3″ O                                           | Pankraz Labenwolf Georg Labenwolf | 1823 | MuG            | Stadt        |   | 853     | 87     | Gärten hinter der Veste  | 0      | weitere Bilder |         |
| Maria-Ward-Gymnasium 49° 27′ 9,9″ N, 11° 5′ 24,8″ O                                          | Maria Ward                        | 1854 | SG WSG-S       | Kirche (rk.) | M | 592     | 50     | Wöhrd                    | 0      | weitere Bilder |         |
| Martin-Behaim-Gymnasium 49° 26′ 21,8″ N, 11° 6′ 14,4″ O                                      | Martin Behaim                     | 1918 | NTG SG         | Staat        |   | 850     | 71     | Ludwigsfeld              | 1      | weitere Bilder |         |
| Melanchthon-Gymnasium 49° 27′ 29″ N, 11° 5′ 38″ O                                            | Philipp Melanchthon               | 1526 | HG             | Staat        |   | 547     | 50     | Wöhrd                    | 0      | weitere Bilder |         |
| Neues Gymnasium 49° 26′ 18″ N, 11° 6′ 25″ O                                                  | Pendant zu Altes Gymnasium        | 1889 | HG SG          | Staat        |   | 697     | 64     | Ludwigsfeld              | 1      | weitere Bilder |         |
| Peter-Vischer-Schule 49° 27′ 51″ N, 11° 4′ 1″ O                                              | Peter Vischer                     | 1842 | MuG            | Stadt        |   | 556     | 53     | St. Johannis             | 2      | weitere Bilder |         |
| Pirckheimer-Gymnasium 49° 25′ 52,8″ N, 11° 4′ 2,5″ O                                         | Willibald Pirckheimer             | 1968 | NTG SG         | Staat        |   | 698     | 60     | Gibitzenhof              | 1      | weitere Bilder |         |
| Rudolf-Steiner-Schule 49° 28′ 4,5″ N, 11° 7′ 2,4″ O                                          | Rudolf Steiner                    | 1946 | WSG-S          | Privat       |   | 955     | 71     | Steinplatte              | 9      | weitere Bilder |         |
| Sabel-Schule 49° 26′ 37,3″ N, 11° 5′ 6,8″ O                                                  | Gustav Adolf Sabel                | 1896 | WSG-S          | Privat       |   | 76      | 12     | Galgenhof                | 1      | weitere Bilder |         |
| Sigena-Gymnasium 49° 25′ 56″ N, 11° 4′ 5″ O                                                  | Sigena aus Norenberc              | 1950 | NTG SG         | Stadt        |   | 680     | 62     | Gibitzenhof              | 1      | weitere Bilder |         |
| Sigmund-Schuckert-Gymnasium 49° 24′ 42,4″ N, 11° 2′ 37,1″ O                                  | Sigmund Schuckert                 | 1973 | NTG SG         | Staat        |   | 978     | 74     | Röthenbach bei Schweinau | 5      | weitere Bilder |         |
| Wilhelm-Löhe-Gymnasium 49° 27′ 16,2″ N, 11° 3′ 45,1″ O                                       | Wilhelm Löhe                      | 1901 | NTG SG WSG-S   | Kirche (ev.) |   | 834     | 79     | Kleinweidenmühle         | 0      | weitere Bilder |         |
| Willstätter-Gymnasium 49° 27′ 23,7″ N, 11° 4′ 58,9″ O                                        | Richard Willstätter               | 1864 | NTG SG         | Staat        |   | 758     | 63     | Sebald                   | 0      | weitere Bilder |         |